# Geoffroy le Meingre
Geoffrey le Meingre, né en Touraine et mort à Bologne vers le  18 février  1370, est un prélat français  du XIVe siècle. Il est originaire de Touraine.

## Biographie
Geoffroi est d'abord doyen de l'église de Tours. Nommé, en 1363, à l'évêché de Laon, il assiste en 1364 au sacre du roi Charles V, prête la veille serment de fidélité à la métropole et, en 1365, se trouve à l'assemblée des grands du royaume tenue à Paris. Cette même année, il affranchit le maire et les échevins de l'hommage-lige auquel ils étaient tenus depuis l'épiscopat de Garnier.
Il se rend ensuite à Bologne auprès du pape Urbain V, qui, en 1366, le transfère au siège épiscopal du Mans, en lui donnant pour successeur, à Laon, Jean d'Anguerant, évêque de Chartres, mais ces deux prélats n'acceptent point leur translation.
Geoffroy Boucicaut le Meingre, son neveu homonyme gouverneur du Dauphiné de 1399 à 1407, est fils de Jean Ier Le Meingre et frère de Jean II Le Meingre.